# Mercadotecnia social

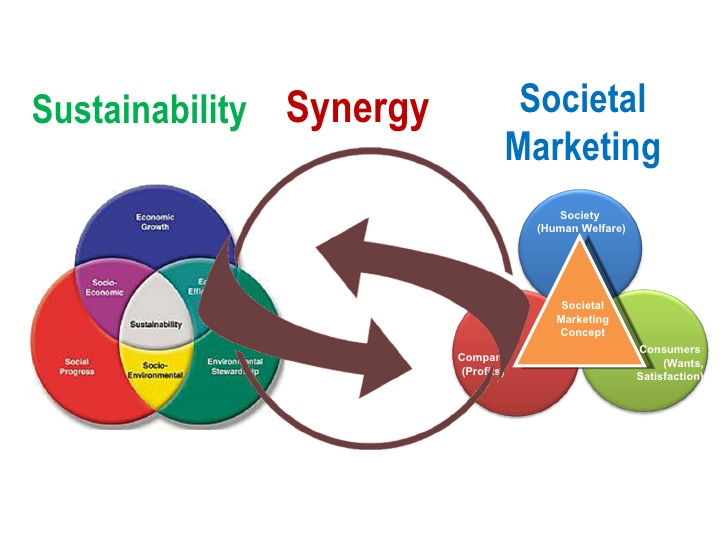
Mercadotecnia social.

Mercadotecnia social (o en inglés, social marketing) “es la aplicación de las técnicas de la mercadotecnia  para el análisis, planteamiento, ejecución y evaluación de programas diseñados para promover la aceptación, modificación, rechazo o abandono del comportamiento voluntario de las personas a fin de ayudarles a mejorar su propio bienestar y el de su sociedad”. Esta definición pertenece a Alan Andreasen y fue publicada en su libro Marketing Social Change: Changing Behavior to Promote Health, Social Development, and the Environment. 

## Características
Existen dos características muy importantes de la mercadotecnia social, que son las siguientes:
1. El proceso es continuo.
2. Lo central es el destinatario. Los destinatarios son constantemente parte del proceso. Por eso, el proceso debe comenzar por la investigación, para estudiar cuáles son las necesidades, deseos y percepciones del destinatario objetivo.

## La mezcla de la mercadotecnia social
- Producto social: Este es el elemento más importante en el concepto de mercadotecnia social. Algo que fuera destacado por Philip Kotler y Gerald Zaltman en 1971, cuando desarrollaron por primera vez el concepto de mercadotecnia social.

El diseño del producto social se realiza luego de la investigación y el análisis. Allí está la clave donde se apoyan los distintos componentes del conjunto de actividades que incluyen a la Mercadotecnia. Esto trae como consecuencia que ante todo se detecten las necesidades de los destinatarios para poder satisfacerlas.
Antes de lanzar el producto social a consideración del grupo objetivo, es necesario hacer una prueba del mismo, para verificar la factibilidad que tiene de ser adoptado.
Es de suma importancia indagar si el público objetivo entiende el concepto del producto social ofrecido, si percibe los beneficios, si a esos beneficios los considera importantes. Si adoptaría el producto social que se le somete a consideración.
Asimismo, es fundamental estimular a ese grupo objetivo a aportar sugerencias, manifieste qué tipo de sacrificios estaría dispuesto a hacer por adoptar el producto social. Quiénes influyen en la toma de decisiones.
Cada producto social atiende un determinado tipo de Demanda. Según Kotler y Roberto, los distintos tipos de demanda son los siguientes:
1.	Demanda latente: Descubrir una necesidad o demanda latente, presenta la oportunidad de introducir un nuevo producto social. La demanda es latente, cuando un considerable número de personas comparte una fuerte necesidad de un producto o servicio social efectivo que no existe, como en el antitabaquismo o el control de la contaminación. La tarea de los expertos, es transformar la demanda latente en demanda real por medio de un producto o servicio eficaz.
2.	Demanda insatisfecha: En este caso, los productos o servicios disponibles no son suficientes ni satisfacen la demanda de los destinatarios. Aquí, los especialistas deberán lograr el desarrollo de un nuevo producto o mejorar uno ya existente para colmar la brecha; cuando traten de satisfacer una demanda insatisfecha tendrán que distinguir entre una brecha en el nivel de satisfacción y un vacío en el tipo de satisfacción. La brecha en la clase de satisfacciones, se presenta cuando los destinatarios pueden obtener satisfacción, solo por medio de un producto mejorado o un nuevo producto que corrija las deficiencias de los existentes; el vacío en el nivel de satisfacción tiene que ver con una situación donde los productos de que se dispone no pueden brindar el nivel, grado o satisfacción deseados.
3.	Demanda dañina: Es cuando los destinatarios tienen ideas socialmente perjudiciales, por ejemplo el racismo, o ingerir alcohol en exceso o conducir imprudentemente. Para lograr que estos grupos abandonen esas prácticas dañinas, los especialistas deben proporcionar una idea o práctica sustitutiva satisfactoria. Según Kotler y Roberto, un error estratégico muy común es el de intentar de introducir un sustituto totalmente opuesto a la idea o conducta indeseable.
4.	Demanda dual: Es cuando tienen que crearse destinatarios, tanto para un concepto de producto (antitabaquismo) como un instrumento o medio para realizar el valor de producto social (producto tangible: pastilla para disipar la ansiedad de fumar).
5.	Demanda abstracta: Se presenta cuando en una campaña de marketing social tratan de lograr solamente la adopción de una idea. Si bien todos los programas buscan que los destinatarios adopten una idea, de lo que se trata es de limitar el objetivo durante un tiempo, para difundir la conciencia pública sobre un problema social, por ejemplo el caso del Proyecto Hambre, una organización sin fines de lucro fundada en 1977.  El objetivo del Proyecto Hambre es eliminar el hambre en el mundo, pero la organización no dispone de los recursos suficientes para hacer que cada nación emprenda acciones para erradicar con ese flagelo.
La campaña se ocupó de actuar para generar el compromiso de eliminar el hambre. Para alcanzar esa meta, se desarrollan programas en las que se difunden fotos educativas, material impreso y electrónico, acontecimientos transmitidos para llamar la atención de los líderes de opinión, educadores, diseñadores de políticas y especialistas en desarrollo.
6.	Demanda irregular: Ejemplo propuesto por Kotler y Roberto. La donación de sangre necesita de donantes que generalmente colaboran de manera ocasional, es decir irregular. En este caso, se deben encontrar nuevas formas de atraer nuevos donantes de sangre.
7.	Demanda vacilante: Este tipo de demanda se presenta si luego de lanzado un producto con éxito, la demanda del producto social comienza a debilitarse. En ese caso se debe prestar mayor atención en volver a lanzar el producto con un nuevo programa de mercadotecnia social que apoye el nivel deseado de demanda.
Luego de determinar el tipo de demanda se realiza la segmentación del público al que se dirige el programa que utilice la mercadotecnia social.
Además del producto social, se destacan los siguientes elementos que integran la Mezcla de mercadotecnia, a saber:
- Precio: Se refiere al costo que debe asumir el destinatario, para adoptar el comportamiento propuesto por el programa. Por lo general, en mercadotecnia social, el precio comprende principalmente valores intangibles, como ser el tiempo y el esfuerzo que conlleva el pase de una conducta a otra. De otro modo, el precio también puede ser monetario, por ejemplo, cuando se promueve el uso de preservativos para prevenir el SIDA. Por lo general, la estrategia de marketing social tiende a minimizar los costos y a aumentar los beneficios mediante la adopción del comportamiento.

- Promoción: La promoción es el conjunto de acciones dirigidas a motivar al público objetivo a adoptar el cambio de comportamiento.

- Plaza o distribución: En mercadotecnia social, se refiere a poner a disposición del grupo objetivo, los elementos necesarios para que el destinatario adopte el comportamiento propuesto por el programa. Se debe facilitar lo más posible que el grupo objetivo pueda adoptar el comportamiento. En esto cobra gran importancia la exposición del mensaje. Se debe evaluar el emplazamiento donde el público objetivo tomará contacto con nuestro mensaje. Tómese el desarrollo de una campaña de salud, y recomendar la consulta médica, el público debe encontrar con facilidad a los profesionales que los diagnostiquen.